# Fernando Pimenta
Fernando Ismael Fernandes Pimenta (Ponte de Lima, 13 de agosto de 1989) es un deportista portugués que compite en piragüismo en la modalidad de aguas tranquilas.

## Trayectoria
Participó en cuatro Juegos Olímpicos de Verano, obteniendo dos medallas, plata en Londres 2012, en la prueba de K2 1000 m y bronce en Tokio 2020, en K1 1000 m, el quinto lugar en Río de Janeiro 2016 y el sexto en París 2024, en K1 1000 m.
Ganó diecinueve medallas en el Campeonato Mundial de Piragüismo entre los años 2010 y 2024, y vientiséis medallas en el Campeonato Europeo de Piragüismo entre los años 2010 y 2025.
En los Juegos Europeos consiguió cinco medallas de plata, dos en Bakú 2015, dos en Minsk 2019 y una en Cracovia 2023.
En la modalidad de maratón, obtuvo seis medallas en el Campeonato Mundial de Piragüismo en Maratón entre los años 2012 y 2024, y dos medallas de oro en el Campeonato Europeo de Piragüismo en Maratón de 2025.
Fue el abanderado de Portugal en la ceremonia de apertura de los Juegos Olímpicos de París 2024 junto con la atleta Ana Cabecinha.
Estudió Ciencias de la Salud en la Universidad Fernando Pessoa de Ponte de Lima. En 2015 fue nombrado gran oficial de la Orden del Infante Don Enrique, en 2016 fue nombrado comendador de la Orden del Mérito y en 2017 fue ascendido a gran oficial de la Orden del Mérito.

## Palmarés internacional
| Juegos Olímpicos   | Juegos Olímpicos            | Juegos Olímpicos  | Juegos Olímpicos |
| Año                | Lugar                       | Medalla           | Competición      |
| ------------------ | --------------------------- | ----------------- | ---------------- |
| 2012               | Londres (Reino Unido)       | Medalla de plata  | K2 1000 m        |
| 2020               | Tokio (Japón)               | Medalla de bronce | K1 1000 m        |
| Campeonato Mundial |                             |                   |                  |
| Año                | Lugar                       | Medalla           | Competición      |
| 2010               | Poznań (Polonia)            | Medalla de plata  | K2 500 m         |
| 2014               | Moscú (Rusia)               | Medalla de plata  | K4 1000 m        |
| 2015               | Milán (Italia)              | Medalla de bronce | K1 1000 m        |
| 2017               | Račice (República Checa)    | Medalla de oro    | K1 5000 m        |
| 2017               | Račice (República Checa)    | Medalla de plata  | K1 1000 m        |
| 2018               | Montemor-o-Velho (Portugal) | Medalla de oro    | K1 1000 m        |
| 2018               | Montemor-o-Velho (Portugal) | Medalla de oro    | K1 5000 m        |
| 2019               | Szeged (Hungría)            | Medalla de bronce | K1 1000 m        |
| 2019               | Szeged (Hungría)            | Medalla de bronce | K1 5000 m        |
| 2021               | Copenhague (Dinamarca)      | Medalla de oro    | K1 1000 m        |
| 2021               | Copenhague (Dinamarca)      | Medalla de plata  | K1 5000 m        |
| 2022               | Halifax (Canadá)            | Medalla de plata  | K1 1000 m        |
| 2022               | Halifax (Canadá)            | Medalla de plata  | K2 500 m mixto   |
| 2022               | Halifax (Canadá)            | Medalla de bronce | K1 500 m         |
| 2023               | Duisburgo (Alemania)        | Medalla de oro    | K1 1000 m        |
| 2023               | Duisburgo (Alemania)        | Medalla de plata  | K1 5000 m        |
| 2023               | Duisburgo (Alemania)        | Medalla de bronce | K1 500 m         |
| 2024               | Samarcanda (Uzbekistán)     | Medalla de plata  | K1 500 m         |
| 2024               | Samarcanda (Uzbekistán)     | Medalla de plata  | K1 5000 m        |
| 2024               | Samarcanda (Uzbekistán)     | DSC               | K4 500 m mixto   |
| Juegos Europeos    |                             |                   |                  |
| Año                | Lugar                       | Medalla           | Competición      |
| 2015               | Bakú (Azerbaiyán)           | Medalla de plata  | K1 1000 m        |
| 2015               | Bakú (Azerbaiyán)           | Medalla de plata  | K1 5000 m        |
| 2019               | Minsk (Bielorrusia)         | Medalla de plata  | K1 1000 m        |
| 2019               | Minsk (Bielorrusia)         | Medalla de plata  | K1 5000 m        |
| 2023               | Cracovia (Polonia)          | Medalla de plata  | K1 500 m         |
| Campeonato Europeo |                             |                   |                  |
| Año                | Lugar                       | Medalla           | Competición      |
| 2010               | Corvera (España)            | Medalla de bronce | K2 500 m         |
| 2011               | Belgrado (Serbia)           | Medalla de oro    | K4 1000 m        |
| 2011               | Belgrado (Serbia)           | Medalla de bronce | K2 500 m         |
| 2013               | Montemor-o-Velho (Portugal) | Medalla de plata  | K1 5000 m        |
| 2013               | Montemor-o-Velho (Portugal) | Medalla de plata  | K4 1000 m        |
| 2014               | Brandeburgo (Alemania)      | Medalla de bronce | K4 1000 m        |
| 2014               | Brandeburgo (Alemania)      | Medalla de bronce | K1 5000 m        |
| 2015               | Račice (República Checa)    | Medalla de plata  | K4 1000 m        |
| 2015               | Račice (República Checa)    | Medalla de bronce | K1 1000 m        |
| 2016               | Moscú (Rusia)               | Medalla de oro    | K1 1000 m        |
| 2016               | Moscú (Rusia)               | Medalla de oro    | K1 5000 m        |
| 2017               | Plovdiv (Bulgaria)          | Medalla de oro    | K1 1000 m        |
| 2017               | Plovdiv (Bulgaria)          | Medalla de plata  | K1 5000 m        |
| 2018               | Belgrado (Serbia)           | Medalla de oro    | K1 1000 m        |
| 2018               | Belgrado (Serbia)           | Medalla de plata  | K1 5000 m        |
| 2018               | Belgrado (Serbia)           | Medalla de bronce | K1 500 m         |
| 2021               | Poznań (Polonia)            | Medalla de plata  | K1 1000 m        |
| 2021               | Poznań (Polonia)            | Medalla de bronce | K1 5000 m        |
| 2022               | Múnich (Alemania)           | Medalla de oro    | K1 5000 m        |
| 2022               | Múnich (Alemania)           | Medalla de plata  | K1 1000 m        |
| 2022               | Múnich (Alemania)           | Medalla de bronce | K1 500 m         |
| 2024               | Szeged (Hungría)            | Medalla de oro    | K1 5000 m        |
| 2024               | Szeged (Hungría)            | Medalla de plata  | K1 500 m         |
| 2024               | Szeged (Hungría)            | Medalla de bronce | K1 1000 m        |
| 2025               | Račice (República Checa)    | Medalla de oro    | K1 1000 m        |
| 2025               | Račice (República Checa)    | Medalla de oro    | K1 5000 m        |

| Campeonato Mundial | Campeonato Mundial       | Campeonato Mundial | Campeonato Mundial |
| Año                | Lugar                    | Medalla            | Competición        |
| ------------------ | ------------------------ | ------------------ | ------------------ |
| 2012               | Roma (Italia)            | Medalla de bronce  | K1                 |
| 2022               | Ponte de Lima (Portugal) | Medalla de oro     | K1 (DC)            |
| 2022               | Ponte de Lima (Portugal) | Medalla de oro     | K2                 |
| 2023               | Vejen (Dinamarca)        | Medalla de oro     | K1 (DC)            |
| 2023               | Vejen (Dinamarca)        | Medalla de oro     | K2                 |
| 2024               | Metković (Croacia)       | Medalla de oro     | K2                 |
| Campeonato Europeo |                          |                    |                    |
| Año                | Lugar                    | Medalla            | Competición        |
| 2025               | Ponte de Lima (Portugal) | Medalla de oro     | K1 (DC)            |
| 2025               | Ponte de Lima (Portugal) | Medalla de oro     | K2                 |